# Sklavin der Liebe
Sklavin der Liebe ist ein sowjetischer Spielfilm von Nikita Michalkow aus dem Jahr 1976.

## Handlung
Die Stummfilmdarstellerin Olga Wosnessenskaja hat gerade mit ihrem Film- und Lebenspartner Maksakow mit der Liebestragödie Sklavin der Liebe einen großen Publikumserfolg feiern können. Das Filmteam geht während des russischen Bürgerkriegs von Moskau nach Odessa, um im Süden in Ruhe an einem neuen Film zu arbeiten. Olga ist eine schwierige, teils überdrehte, teils in ihrer eigenen Starwelt versunkene Darstellerin. Maksakow kommt nicht nach Odessa, sodass der Dreh vorerst unterbrochen werden muss. Olga weigerte sich sowieso, ohne ihren Partner zu drehen, und das Filmmaterial ist aufgebraucht. Olga macht am Set Bekanntschaft mit dem Kameramann Viktor Potozki, in den sie sich bald verliebt. Auch Fedotow, der Leiter der Spionageabwehr der Weißgardisten, erscheint immer öfter am Set, werden doch im ganzen Land Bolschewiken verhaftet.
Nach einiger Zeit erscheinen weitere Schauspieler und Filmverantwortliche aus Moskau. Durch das mitgebrachte neue Filmmaterial kann der Dreh weitergehen. Maksakow ist nicht mitgekommen und so wird er durch einen anderen Darsteller ersetzt. Dem Geschmack des Filmpublikums folgend wird der Stummfilm nun um exotische Elemente erweitert. Olga lehnt diese Entwicklung ab, da dies auch nach Ansicht Maksakows keine Kunst mehr sei. Als sie überspannt zu einem Kino läuft und verkündet, dass der Film eine einzige Lüge ist, wird sie von ihren Verehrern mit Blumen überhäuft und so milde gestimmt.
Eines Tages erscheint Kameramann Viktor verspätet und scheinbar betrunken am Set. Der Dreh wird unterbrochen, als Fedotow die Arbeit stört. Er sucht bei sämtlichen in Odessa anwesenden Filmteams nach einem Kameramann, der kurz zuvor heimlich eine Erschießung von Revolutionären gefilmt hat. Viktor, der in Wirklichkeit nüchtern ist, gesteht Olga, dass er der Gesuchte ist. Das Filmmaterial wiederum befindet sich in seinem Wagen. Olga gelingt es, den Film in Sicherheit zu bringen und sie findet es aufregend, dass ihre Tat Viktors Leben gerettet hat. Auf Einladung Viktors ist sie wenig später bei der heimlichen Aufführung des Films zugegen. Er zeigt Erschießungen von Aufständischen nach Denunziationen, den Hunger der Flüchtlinge, das Leid der Zurückgebliebenen. Olga ist erschüttert und verweigert nun die Filmarbeit.
Olga trifft sich mit Viktor in einem Café und erhält von ihm die Filmrolle, die sie für ihn bis zum Abend in Verwahrung nehmen soll. Beim Fortfahren vom Café wird Viktor von Fedotows Männern erschossen. Olga versucht, den Film an die Mitstreiter Viktors zu übergeben, doch scheinen die sie nicht zu kennen. Am Abend erscheint Fedotow beim Filmteam, das versucht, die teilnahmslose Olga zum Dreh der finalen Selbstmordszene zu bewegen. Plötzlich erscheinen die Kameraden Viktors, erschießen Fedotow und seine Männer und nehmen Olga und den Film mit sich. Olga setzen sie in eine Bahn und zwingen den Fahrer, sie bis zu ihrem Hotel in der Innenstadt zu bringen. Der Fahrer jedoch wirft sich während der Fahrt aus dem Wagen und alarmiert die Weißgardisten, dass in der Bahn eine Revolutionäre sitze. Die Gardisten nehmen auf ihren Pferden die Verfolgung auf und Olga beschimpft die Reiter als Bestien. Bahn und Reiter verschwinden im Nebel.

## Produktion
Sklavin der Liebe kam am 27. September 1976 in die Kinos der Sowjetunion. Am 21. Januar 1977 lief er in den Kinos der DDR an und kam am 21. Juli 1977 erstmals im Fernsehen der DDR auf DFF 2. Der bundesdeutsche Kinostarts war am 2. Juli 1987, die gesamtdeutsche Fernsehpremiere am 28. Februar 1996 auf arte. Im Dezember 2005 brachte Icestorm den Film im Rahmen der Reihe Russische Klassiker auf DVD heraus.
Sklavin der Liebe nimmt Bezug auf das Leben des ersten großen russischen Filmstars Wera Cholodnaja, die 1919 in Odessa verstarb und den Gerüchten nach zum Ende ihres Lebens Spionin der Bolschewiken war. Während weite Teile als Farbfilm realisiert wurden, zeigen die Aufnahmen Viktors von den Taten der Weißgardisten – zum Teil originale – Schwarzweißbilder. Auch die Stummfilmszenen mit Olga und Maksakow, die teilweise bei Einstellungen am Set und bei Kinoaufführungen als Film im Film zu sehen sind, werden in Schwarzweiß gezeigt.
Bereits 1972 hatte Rustam Chamdamow das Leben Cholodnajas unter dem Titel Нечаянные радости verfilmen wollen, doch wurde der Dreh abgebrochen. Ein Teil der Kostüme wurde für Sklavin der Liebe übernommen und auch die Hauptdarstellerin Jelena Solowei wurde in Sklavin der Liebe erneut in der Rolle der Cholodnaja besetzt. Die letzte Szene des Films wurde aus ideologischen Gründen neuvertont: Im Original sagte Wosnessenskaja zu ihren Verfolgern – was man ihr auch von den Lippen ablesen kann – „Ich bin nicht mit denen, ich bin mit euch“, während sie in der neuen Version ihre Verfolger Bestien nennt.

## Synchronisation
Den Dialog der DEFA-Synchronisation schrieb Wolfgang Krüger, die Regie übernahm Freimut Götsch.
| Rolle               | Darsteller           | Synchronsprecher   |
| ------------------- | -------------------- | ------------------ |
| Olga Wosnessenskaja | Jelena Solowei       | Evelyn Heidenreich |
| Viktor Potozki      | Rodion Nachapetow    | Jaecki Schwarz     |
| Kaljagin            | Alexander Kaljagin   | Horst Drinda       |
| Juschakow           | Oleg Bassilaschwili  | Winfried Wagner    |
| Fedotow             | Konstantin Grigorjew | Wolf-Dieter Panse  |

## Kritik
Der film-dienst nannte Sklavin der Liebe „eine Variation des Themas ‚Film im Film‘, die durch die liebevoll-nostalgische Zeichnung einer vergangenen Epoche hohen Unterhaltungswert besitzt und unterschwellig zum Überdenken politischer Parteinahme anregt; gut fotografiert, überzeugend entwickelt.“ „Starke Bilder“, schrieb Cinema.